# Pair van Frankrijk

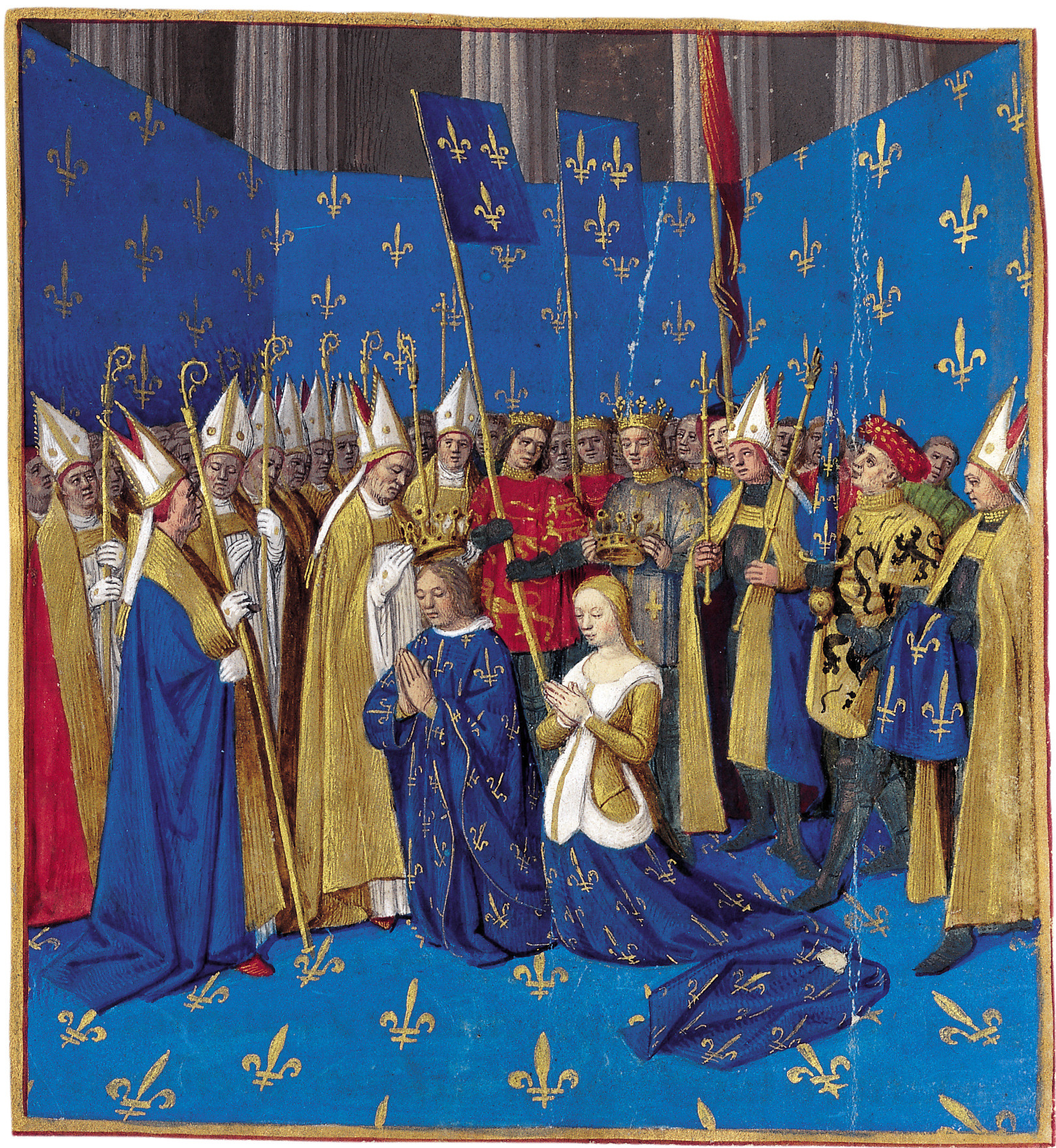
Kroning van Lodewijk VIII in 1223. Alle pairs zijn aanwezig en zijn te herkennen aan hun attributen.

Blazoen van een pair de France (i.c. de aartsbisschop van Reims), met de azuren wapenmantel voorbehouden aan pairs

Een pair van Frankrijk (Frans: Pair de France) is een titel uit het feodale Frankrijk. Deze titel werd gegeven aan de hoogste vazallen van de Franse koning. De titel ontstond in de 12e eeuw om de hoge en lage vazallen van elkaar te kunnen onderscheiden, en verdween samen met de Franse monarchie tijdens de Franse Revolutie. Aanvankelijk werden 12 pairs ingesteld, maar dat aantal zou later oplopen tot 26. Van de oorspronkelijke 12 waren 6 pairs kerkelijk, en 6 wereldlijk. De kerkelijke pairs stonden hoger dan de wereldlijke.

## Etymologie
Het woord pair is afkomstig van het Latijnse par hetgeen gelijk of gelijke betekent. In het Engels is het synoniem peer. De verhouding tussen de koning en zijn directe vazallen en de band van afhankelijkheid was dusdanig dat de koning door deze vazallen als primus inter pares, Latijn voor eerste onder gelijken werd beschouwd.
Tussen een Franse pair en een Britse peer is een groot verschil. Peers in het Verenigd Koninkrijk zijn alle edelen die rechtens mogen plaatsnemen in het Hogerhuis. De Franse pairs waren veel minder talrijk en kenden niet zo'n voorrecht.

## Geschiedenis
De oudste vermelding van de pairs dateert uit de 12e eeuw, onder de vorm par Regni of par Franciae, waarbij men de hoge vazallen, met de titel hertog of graaf, wilde onderscheiden van de lagere. Beide waren directe leenmannen van de Franse koning, zonder tussenleenheren. In documenten uit 1216 worden 9 pairs genoemd, waarvan 6 kerkelijke en 3 wereldlijke. De kerkelijke pairs waren de aartsbisschop van het aartsbisdom Reims en de bisschoppen van de bisdommen Langres, Beauvais, Châlons en Noyon. De wereldlijke pairs waren de hertogen van Bourgondië, Normandië en Guyenne, alsook de graaf van Champagne. Hun rol in deze vroege periode is niet geheel duidelijk, maar vast staat dat ze assisteerden bij de kroning. In 1224 wordt ook de graaf van Vlaanderen genoemd, vier jaar later de bisschop van Laon en de graaf van Toulouse. Daardoor komen we op een aantal van twaalf pairs, een getal dat in de middeleeuwen een grote betekenis had. Men legde immers de link met Christus en de twaalf apostelen en Karel de Grote met zijn twaalf paladijnen. De tijdgenoten geloofden graag - ten onrechte - dat de pairs dateerden uit de tijd van Karel de Grote.
Hoewel het ideale getal 12 was, werd dit getal in werkelijkheid nooit bereikt. Al in de beginfase was er één teruggevallen tot de kroon, namelijk het hertogdom Normandië, in 1202. In 1271 viel het graafschap Toulouse terug aan de kroon en bij de troonsbestijging van Filips de Schone werd het graafschap Champagne weer onderdeel van de kroondomeinen. Om deze daling van het aantal pairs op te vangen, werden er in 1297 drie nieuwe gecreëerd. Deze stijging zou blijven doorgaan, waarbij men aanvankelijk wel een onderscheid bleef maken tussen de oude 12 en de nieuwe pairs. In 1400 waren er 26 lekenpairs, in 1505 21, in 1588 24 en in 1789 maar liefst 43.
Het verdwijnen van de oude pairs ging verder in de 14e en de 15e eeuw, tot ze allemaal terug naar de kroon waren gevloeid. Tussen 1361 en 1363 verviel het hertogdom Bourgondië weer aan de troon, maar vanaf 1363 werd het in apanage gegeven aan Filips de Stoute, waarbij deze zich opnieuw een pair mocht noemen. Na het uitsterven van de Valois, in 1477, kwam het hertogdom weer aan de Franse koning Lodewijk XI. Het graafschap Vlaanderen werd echter niet gerecupereerd, waardoor het in 1384 als pair verloren ging voor Frankrijk. Het hertogdom Guyenne viel tussen 1360 en 1451 onder Engelse soevereiniteit, maar in 1472 verviel het weer aan de kroon.
Aangezien de pairs een belangrijke rol te vervullen hadden in de kroning van de Franse koningen, was het noodzakelijk om de oude, vervallen, pairs te vervangen. Hun rol werd dan ook langzaamaan overgenomen door prinsen van den bloede, die weliswaar werden benoemd tot pair, maar niet de status hadden van de 12 oude pairs. Dit proces zette zich voort in de 16e eeuw, waarbij in 1547 Hendrik II de prinsen formeel boven de pairs plaatste, wat in 1576 bevestigd werd. Desondanks bleef het instituut pair bestaan tot aan de Franse Revolutie, al was de macht van de pairs sterk ingekrompen.

## Rechten
Naast een groot prestigieus belang genoten de pairs van Frankrijk ook een groot aantal voorrechten. Ten minste vanaf 1203 hadden de pairs een rol bij de kroning van de Franse koningen. Bij de kroning hadden de 12 pairs een verschillende rol, afhankelijk van hun positie in de hiërarchie. Hun rolverdeling was als volgt:
| Kerkelijk                                                                  | Wereldlijk                                                      |
| -------------------------------------------------------------------------- | --------------------------------------------------------------- |
| Aartsbisschop van Reims: zalft en kroont de koning.                        | Hertog van Bourgondië: draagt de kroon en gespt de riem aan.    |
| Bisschop van Laon: draagt de Sainte Ampoule met de heilige olie.           | Hertog van Normandië: draagt de eerste vierkante banier.        |
| Bisschop van Langres : draagt de scepter.                                  | Hertog van Guyenne: draagt de tweede vierkante banier.          |
| Bisschop van Beauvais: draagt de koninklijke wapenrok of de koningsmantel. | Graaf van Toulouse: draagt de sporen.                           |
| Bisschop van Châlons-en-Champagne: draagt de koninklijke ring.             | Graaf van Vlaanderen: draagt het koninklijk zwaard, de Joyeuse. |
| Bisschop van Noyon: draagt de riem.                                        | Graaf van Champagne: draagt de oorlogsvlag.                     |

Naast dit voornamelijk prestigieuze voorrecht, hadden deze pairs ook een aantal juridische rechten. Zij hadden het recht om te zetelen in en berecht te worden door, het zogenaamde privilegium fori, het Cour des Pairs. Dit gerechtshof zou later samen komen vallen met het Cour de Roi, dat niet exclusief was voorbehouden aan de pairs. Door hun lidmaatschap van dit Cour de Roi kregen ze ook een zwaarwegende stem in het hoogste rechtscollege van het land, het Parlement van Parijs.
Binnen hun lenen kregen de pairs ook dezelfde juridische rechten als de koningen in hun kroondomein en de prinsen in hun apanages, waardoor enkel de koning nog een hogere juridische autoriteit bezat.
Pairs mochten ook een blauwe, met hermelijn gevoerde wapenmantel voeren in hun wapenschild. Daarnaast hadden ze ook het recht om in hun intitulatio de titel pair te vernoemen.